# 어셔가
《어셔가》(영어: 
House of Usher)는 미국에서 제작된 로저 코먼 감독의 1960년 고딕 공포 영화이다. 빈센트 프라이스 등이 출연하였고, 로저 코먼 등이 제작에 참여하였다.

## 출연
- 빈센트 프라이스
- 마크 데이먼
- 머나 파히
- 해리 엘러비

## 기타 제작진
- 미술: 대니얼 핼러

## 같이 보기
- 아메리칸 인터내셔널 픽처스